# Wieżowiec Gazowni Łódzkiej
Wieżowiec Gazowni Łódzkiej – budynek znajdujący się przy ul. Uniwersyteckiej 2/4 w Łodzi. Powstał w latach 60. według projektu krakowskiego architekta Władysława Bryzka. Ma 52 metry wysokości (a łącznie z antenami ok. 70 m) i liczy 14 kondygnacji.

## Historia
Budynek pierwotnie należał do Biura Projektów Chemitex. Był to 13-piętrowy gmach z parterem częściowo wspartym na betonowych kolumnach z charakterystyczną rurą, która stała się symbolem budynku, przez co często w potocznej mowie odkreślano go jako gmach "pod rurą".
Na początku lat 90. został zakupiony przez Gazownie Łódzką (Chemitex wynajmuje obecnie tylko dwa piętra). W 1996 roku nowy właściciel ogłosił konkurs na modernizację obiektu. Wygrało łódzkie biuro projektowe Architekton należące do Andrzeja Szurmaka, Ryszarda Zawieruchy i Leszka Rymkiewicza.
W 1998 rozpoczęto przebudowę wieżowca, którego generalnym wykonawcą zostało Leszczyńskie Przedsiębiorstwo Budowlane. Remont trwał rok. Biurowiec oddano do użytku w grudniu 1999 r. 
Wygląd wieżowca uległ znaczniej zmianie. Budynek zyskał szklaną elewacje. Charakterystyczna rura ocalała, choć nie widać jej już z ulicy, została zabudowana. Na górnych piętrach został dodany wykusz, fasada ostatniego piętra została zaokrąglona, a nowe okna tworzą obecnie szczelną elewacje i nie można ich już otwierać.
W 2024 roku budynek wyburzono na potrzeby budowy osiedla mieszkalnego.